# 16.ª División de Granaderos SS Reichsführer-SS
La 16.ª División de Granaderos SS "Reichsführer-SS" (en alemán denominada 16. SS-Panzergrenadier-Division "Reichsführer-SS") fue una unidad de las Waffen SS que participó en la Segunda Guerra Mundial.

## Orígenes
En mayo de 1941, desde el "Kommandostab Reichführer-SS", se ordena transferir tropas para formar la nueva unidad de escolta de "élite" para Heinrich Himmler (jefe de las SS), el "Beglieit Bataillon Reichführer-SS". Al comenzar la Operación Barbarroja la nueva unidad es empleada junto al resto de unidades en tareas antipartisanas. En febrero de 1943 se decide que el batallón crezca a nivel de brigada, siendo renombrada como Sturmbrigade “Reichführer-SS”.

## Historial
En marzo de 1943 durante la Operación Kottbus en las cercanías de Minsk, se hace famoso durante las tareas antipartisanas Oskar Dirlewanger. Nuevamente se expande de nuevo ahora al nivel de una división completa en octubre del mismo año en Eslovenia y Austria.
En febrero de 1944 una parte de la división entra en acción contra las tropas estadounidenses en el sector de Anzio (Italia), logrando detener el avance de los aliados, (aunque no consigue expulsarlos de la cabeza de playa), mientras que otra interviene en la ocupación de Hungría al mes siguiente. En mayo de 1944 la división se agrupa en torno a Grosseto, tras la ofensiva aliada en torno a Monte Cassino. A continuación, realiza una retirada por la costa durante los meses de agosto y septiembre, a la vez que realiza misiones antipartisanas en Livorno, Pisa y Carrara durante los meses de otoño.
En enero de 1945, durante su traslado hacia Hungría, tiene una serie de escaramuzas entre Bolonia y Porti. Este traslado se debe a la planeada ofensiva sobre el lago Balatón contra las tropas soviéticas que amenazan con entrar en Austria desde Hungría. Pero debido al estrepitoso fracaso de esta ofensiva, la división comienza a retirarse hasta Austria, sin poder evitar la caída de Viena a principios de abril. A comienzos de mayo las dispersas unidades de la división se rinden a las tropas británicas al oeste de Graz y a las tropas estadounidenses en Klagenfurt y Radstatd.

## Comandantes
- SS-Obersturmbannführer Karl Gesele (febrero de 1942 - septiembre de 1943)[1]
- SS-Gruppenführer Max Simon   (3 de octubre de 1943 - 24 de octubre de 1944)
- SS-Oberführer Otto Baum (24 de octubre de 1944 - 8 de mayo de 1945)